# Parque floral de París
El Parque Floral de París (en francés: Parc Floral de Paris) es un parque municipal y jardín botánico ubicado en el XII Distrito en el interior del Bois de Vincennes.
El código de identificación del Parc Floral de Paris como  miembro del "Botanic Gardens Conservation Internacional" (BGCI), así como las siglas de su herbario es PFP.
Situado en el corazón del Bois de Vincennes, en París, es uno de los cuatro polos del Jardin botanique de la Ville de Paris junto con el Jardín de los Invernaderos de Auteuil y el Parque de Bagatelle situados en el bois de Boulogne, y el Arboreto de la escuela de Breuil en el bois de Vincennes.

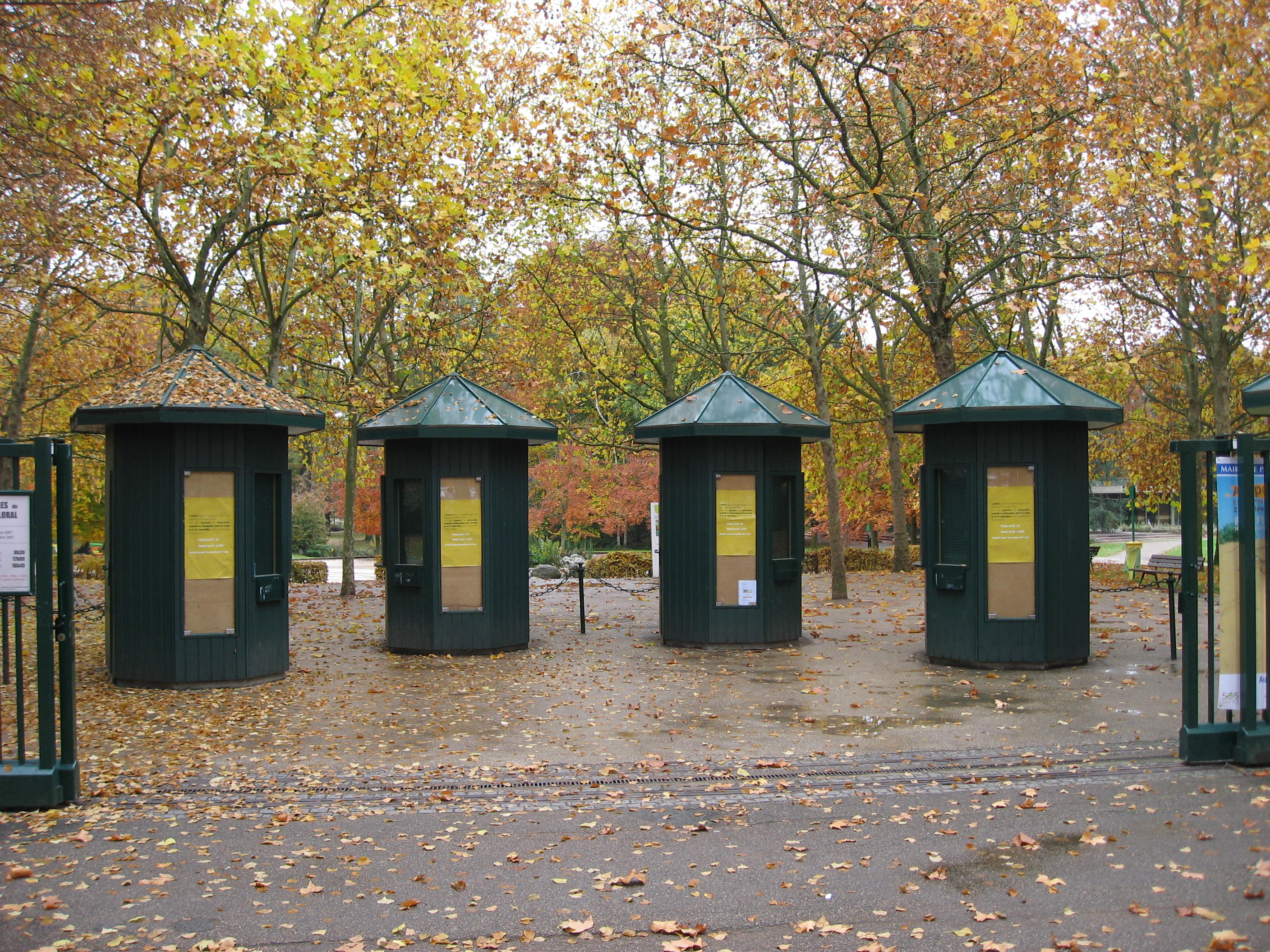
Una de las tres entradas al « Parc Floral de Paris ».

## Accesos
El parque se sitúa en el bois de Vincennes, frente a la explanada meridional de château de Vincennes.

- Es accesible por la línea de metro N°1. Tener en cuenta que la entrada meridional del parque tiene un acceso más favorable.
- Está abierto al público todos los días del año a tarifas que varían de 0,5 a 4€ según las temporadas y las floraciones.
- Desde el 1 de octubre de 2006, se abre gratuitamente al público todo el año, fuera del miércoles, sábado y domingo durante el período que va de a principios de junio a finales de septiembre. La tarificación es de 5€, 2,5€ para la semitarifa y gratuita para los niños menores de 7 años.
- El parque alberga dos restaurantes, una escena de espectáculos (el Espacio Delta) en semi descubierto, un teatro y un espectáculo de marionetas así como un extenso espacio de juegos para niños. Favorecer las temporadas de floración (abril junio y septiembre octubre) para apreciar la diversidad de sus colecciones.

## Historia
En el siglo XIX, el bosque de Vincennes era un terreno dedicado a entrenamiento militar. Se limpia el terreno para dejar espacio para los cuarteles, campo de maniobras y de tiro. En 1860, Napoleón III cede los terrenos a la ciudad de París para que este fuera transformado en un parque simétrico al de bois de Boulogne.
Al final de los años sesenta con ocasión de los « Troisièmes Floralies Internationales» (Terceros Florales Internacionales), se buscó un espacio en la ciudad de Paris para albergar la manifestación. La concepción y la realización del Parque se confiaron al arquitecto paisajista Daniel Collin.
Se reorganizó completamente el lugar elegido - los antiguos terrenos militares dados de baja de la Fábrica de cartuchos y de la Pirámide -. Sólo se conservaron el pinar existente y sus pinos de Córcega.
Se inauguró el Parque floral en 1969, con unas 31 hectáreas de extensión, sería el mayor espacio verde creado en París desde el final del Segundo Imperio. Quince meses de trabajos habrían sido necesarios antes de que las primeras plantaciones se efectuasen.

### La influencia japonesa
- La arquitectura del Parque se inspira muy libremente en el estilo japonés popularizado en el tiempo de su concepción por los Juegos Olímpicos de Tokio 1964. Las elevaciones de los tejados del restaurante y las olas de adoquines de la entrada meridional recuerdan la Fase Olímpica del Yoyogi por Kenzo Tange.
- La manera de articular los 28 pabellones y los patios hortícolas temáticos hace pensar en la arquitectura del Palacio de retiro imperial Katsura. Los tejados salientes, las avenidas semicubiertas ahogadas en la vegetación y las estructuras ortogonales de los pabellones son tantos guiños de ojo a su modelo. El parque incluye también un vestíbulo que sirve de centro de exposiciones y de manifestations.[3]
El tratamiento en finura de estas referencias da al lugar una elegancia y una personalidad propia entre los jardines contemporáneos.

La influencia japonesa del "Parc Floral de Paris".

Detalles
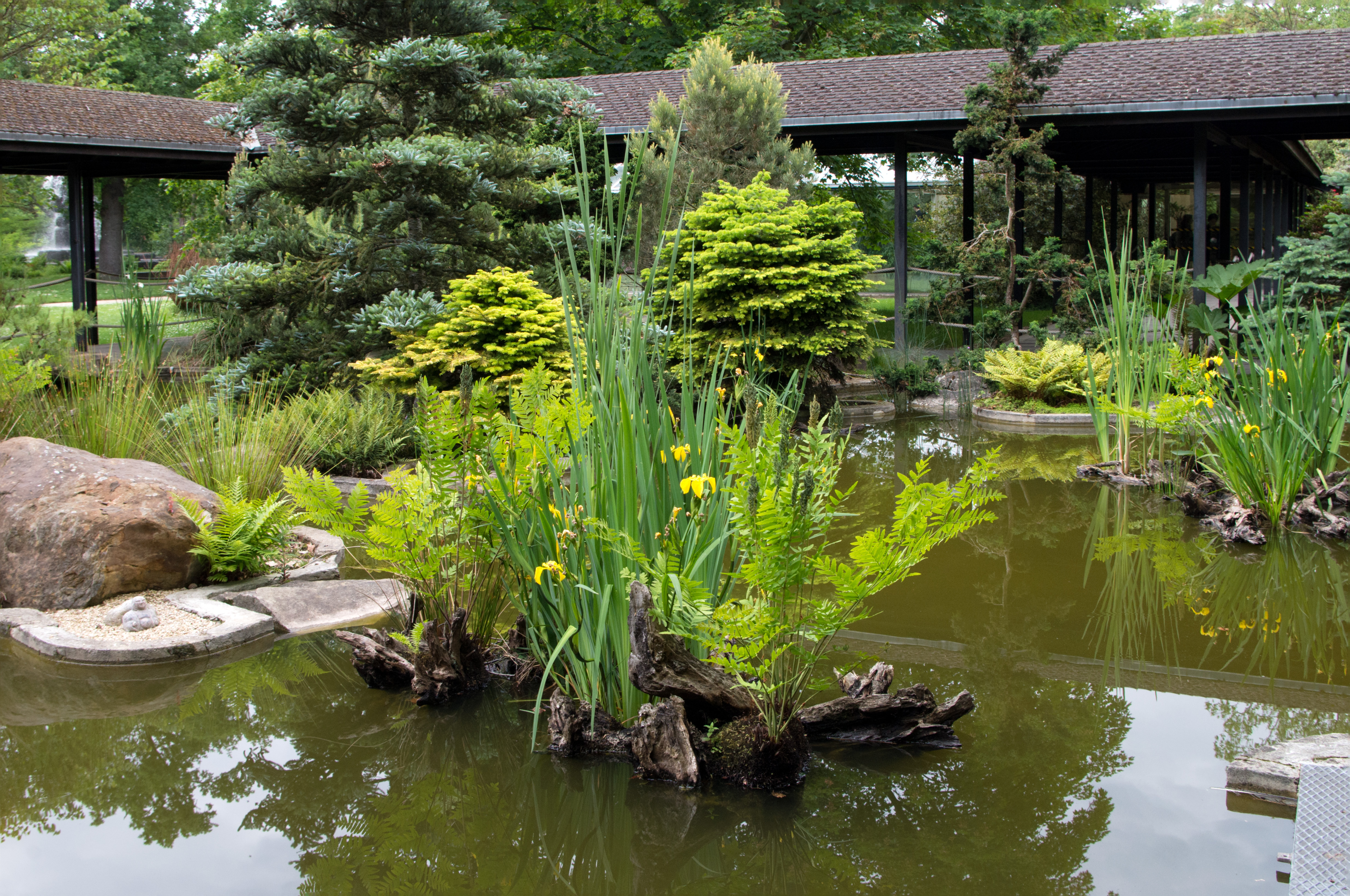
Delante de un pabellón japonés, Parc floral de Paris.
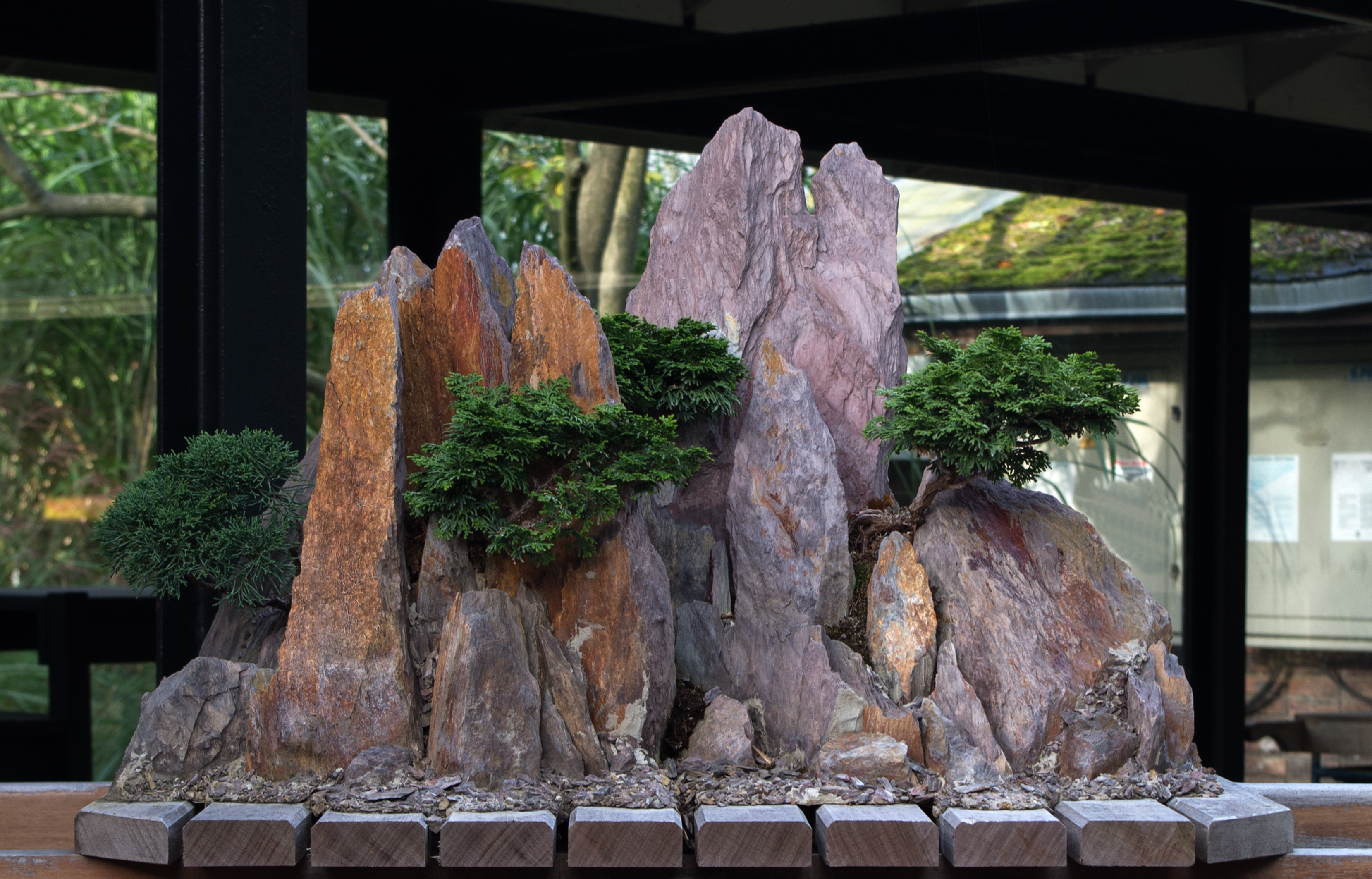
Bonsái.

### Un parque de esculturas
- En el recinto que abarca el Parque Floral, Bernard Anthonioz[4] desarrolló una política de adquisiciones de obras a jóvenes artistas, Stahly, Agam, Penalba, Tinguely, Jean-Pierre Raynaud o de maestros confirmados como Giacometti o Calder. Por primera vez, entre 1969 y 1971, se realizaron algunos pedidos transitorios.

Algunas de las esculturas del "Parc Floral de Paris".

Esculturas
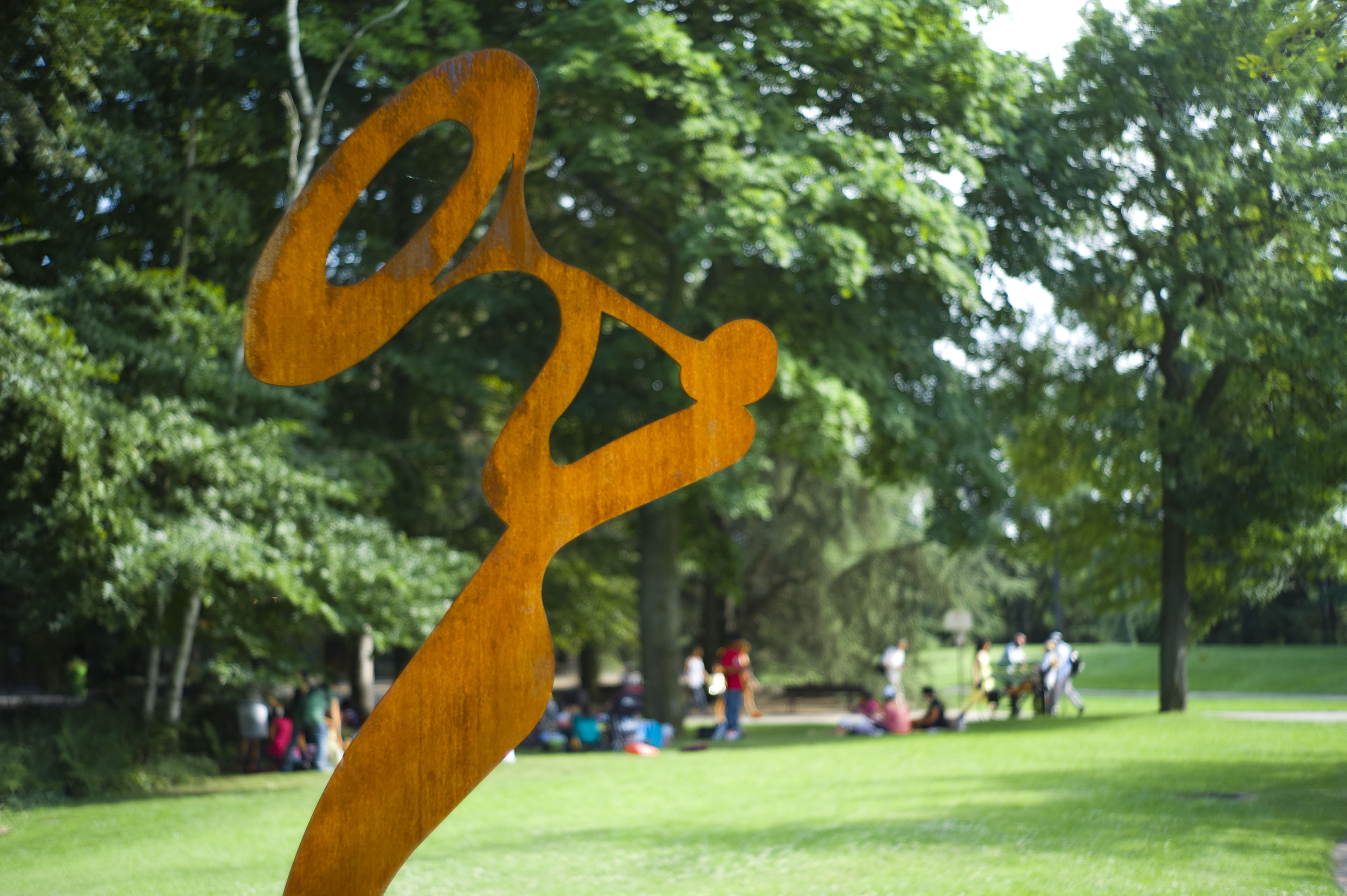
Paris Jazz Festival, Parc floral de Paris.
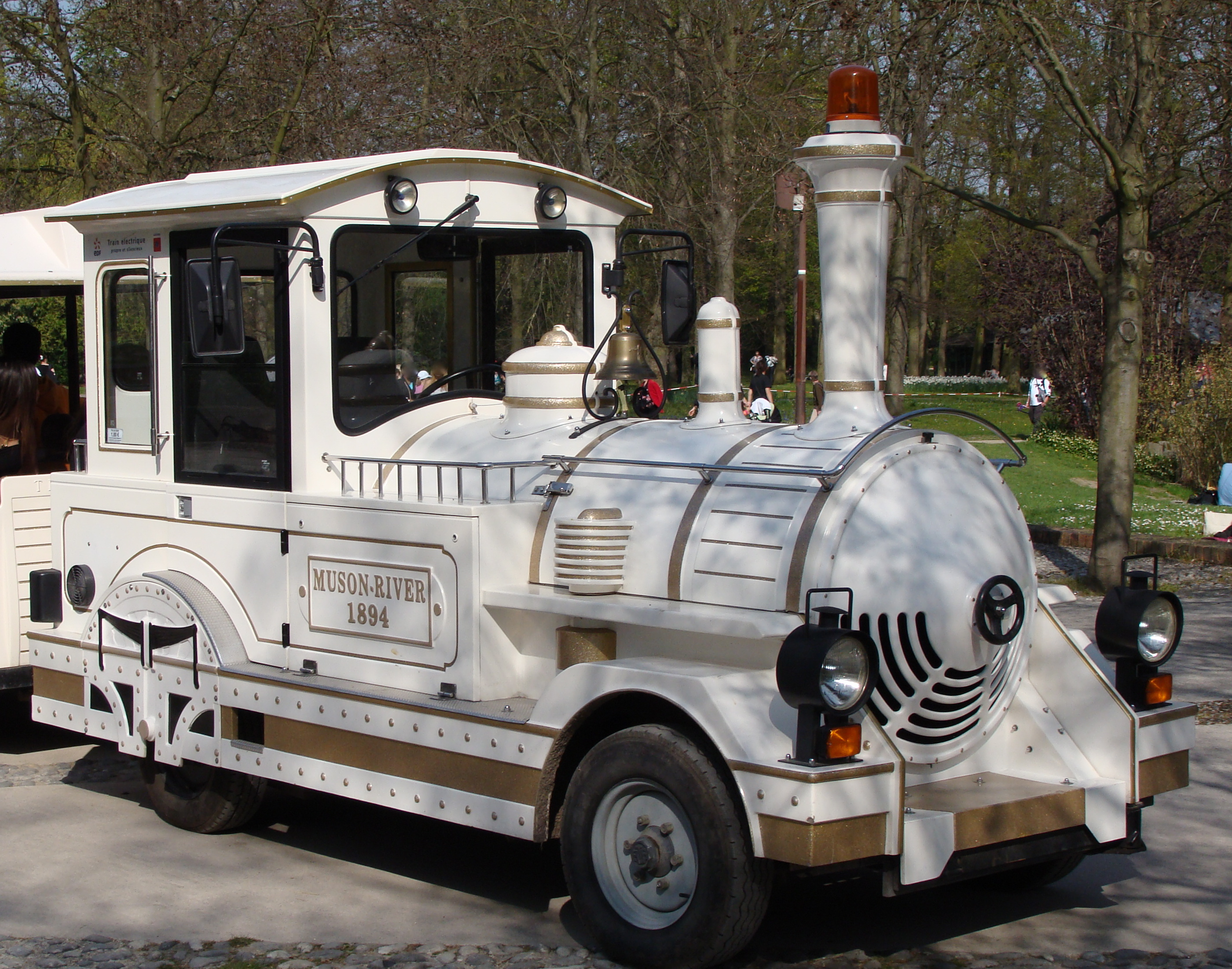
Locoelec.
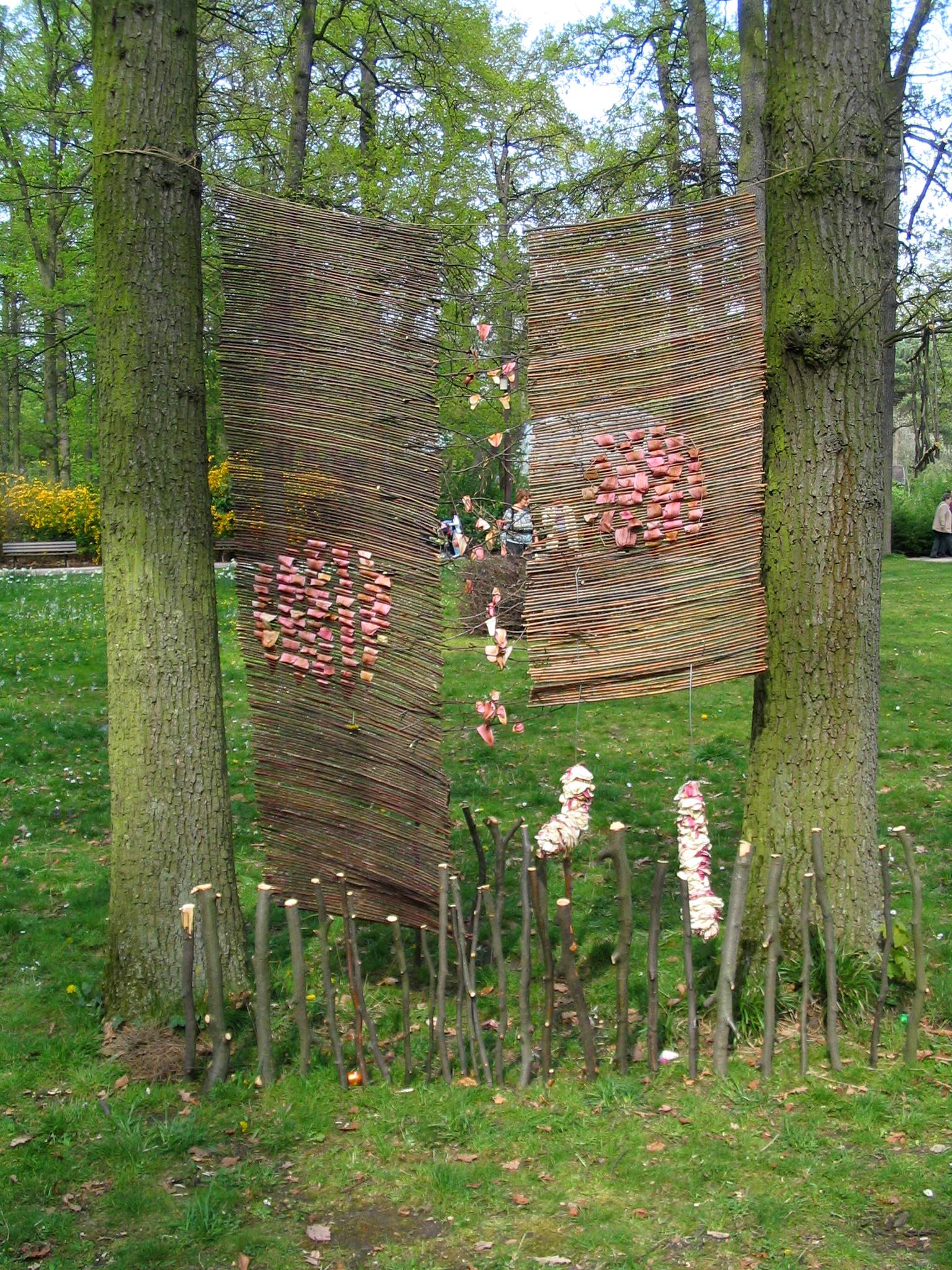
Esculturas vegetales del Parc floral de Paris.
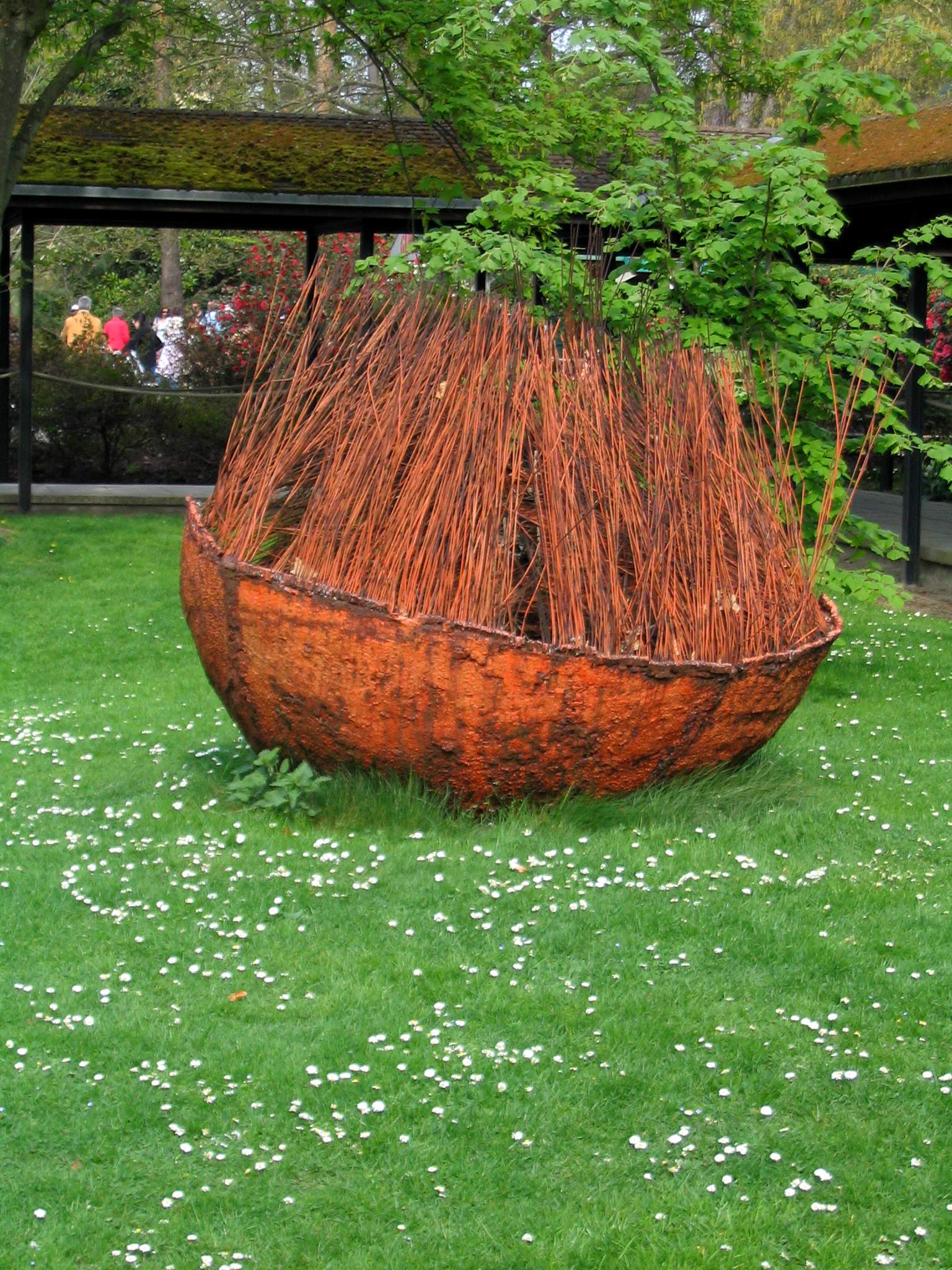
Escultura del Parc floral de Paris.
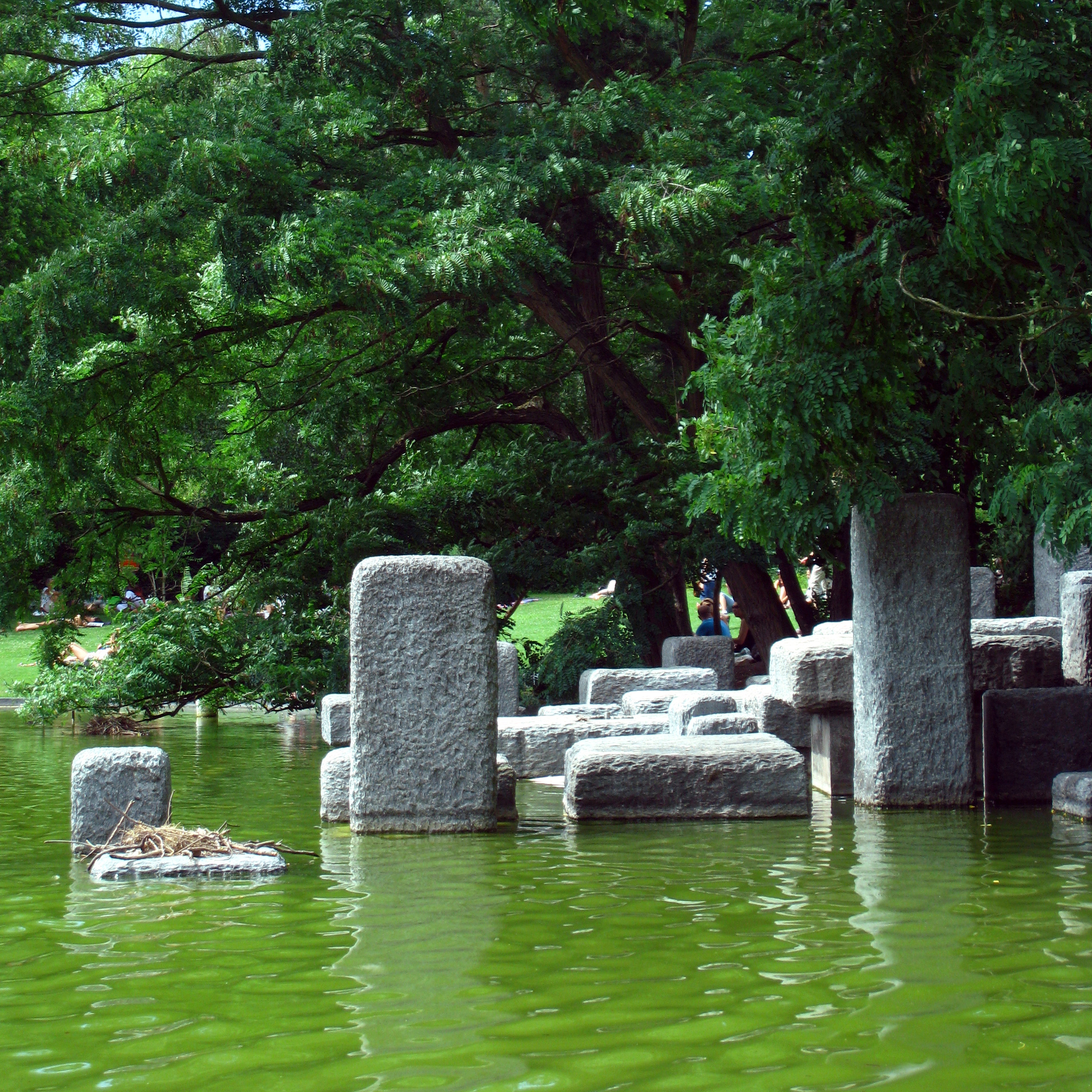
Bloques al pie de la fuente de Stahly.

### La temática de los paisajes
- El parque alberga una colección única de 650 iris diferentes.
- El Parque ofrece una articulación muy hábil de varios temas vegetales: prado de bulbos, espejo de agua con su fuente monumental de François Stahly, valle de las flores, pinar y su vegetación de azaleas, rhododendron y camélias, paisajes acuáticos o campesinos.
- El parque alberga 7951 taxones[5] referencias de flores, bulbos y árboles, incluidas las colecciones nacionales (catalogado como "Collection National" por el Conservatorio de colecciones vegetales especializadas), de geranios, de astilbes y de iris, así como una colección autorizada de helechos rústicos y de peonias herbáceas.
- El Parque Floral organiza cada otoño un concurso internacional de dalias y presenta en primavera más de 250 variedades de tulipanes.
- El parque se reconoce oficialmente como jardín botánico desde 1998.

Algunas de las secciones del "Parc Floral de Paris".

Detalles
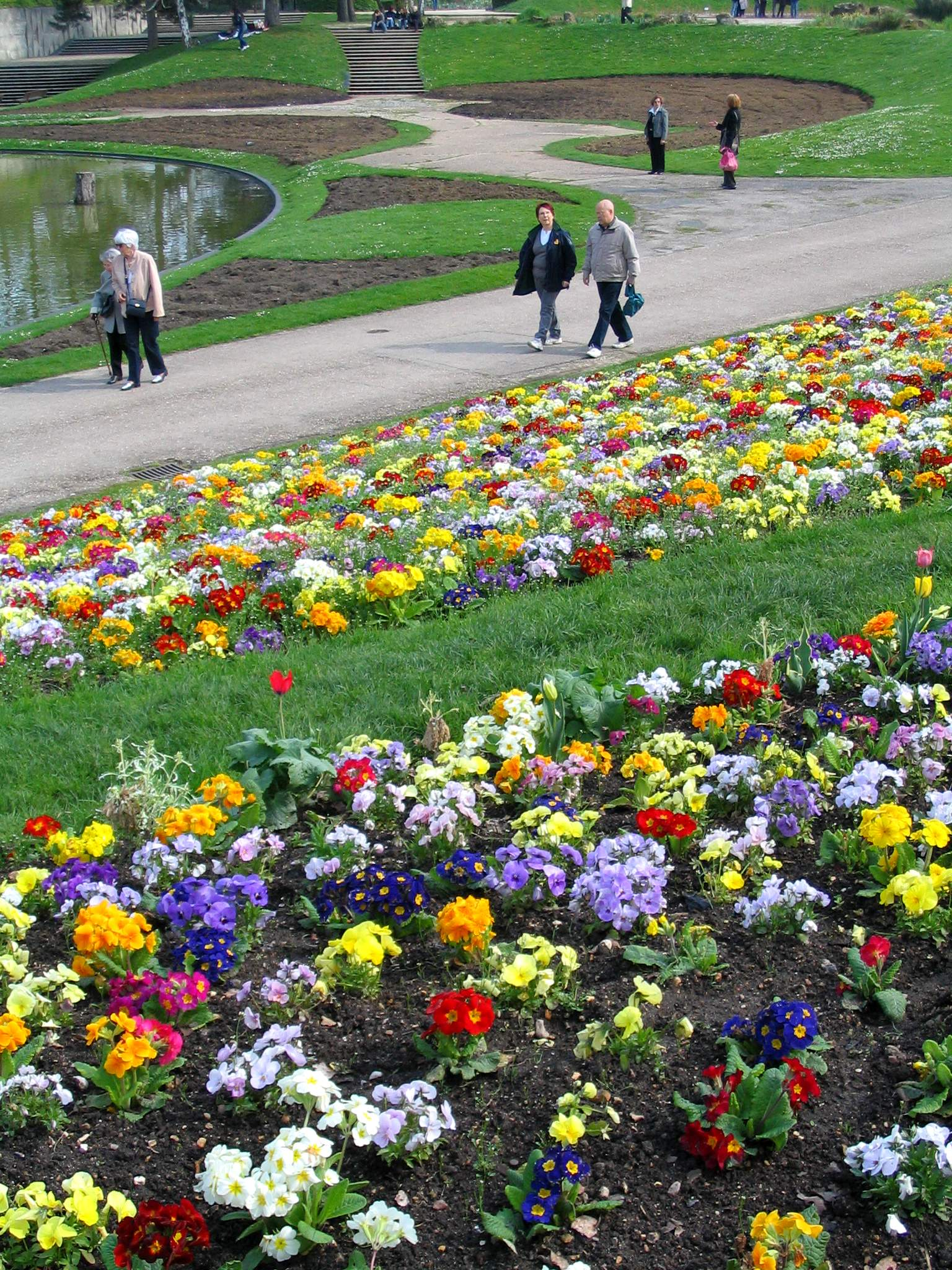
Composiciones florales, Parc floral de Paris.
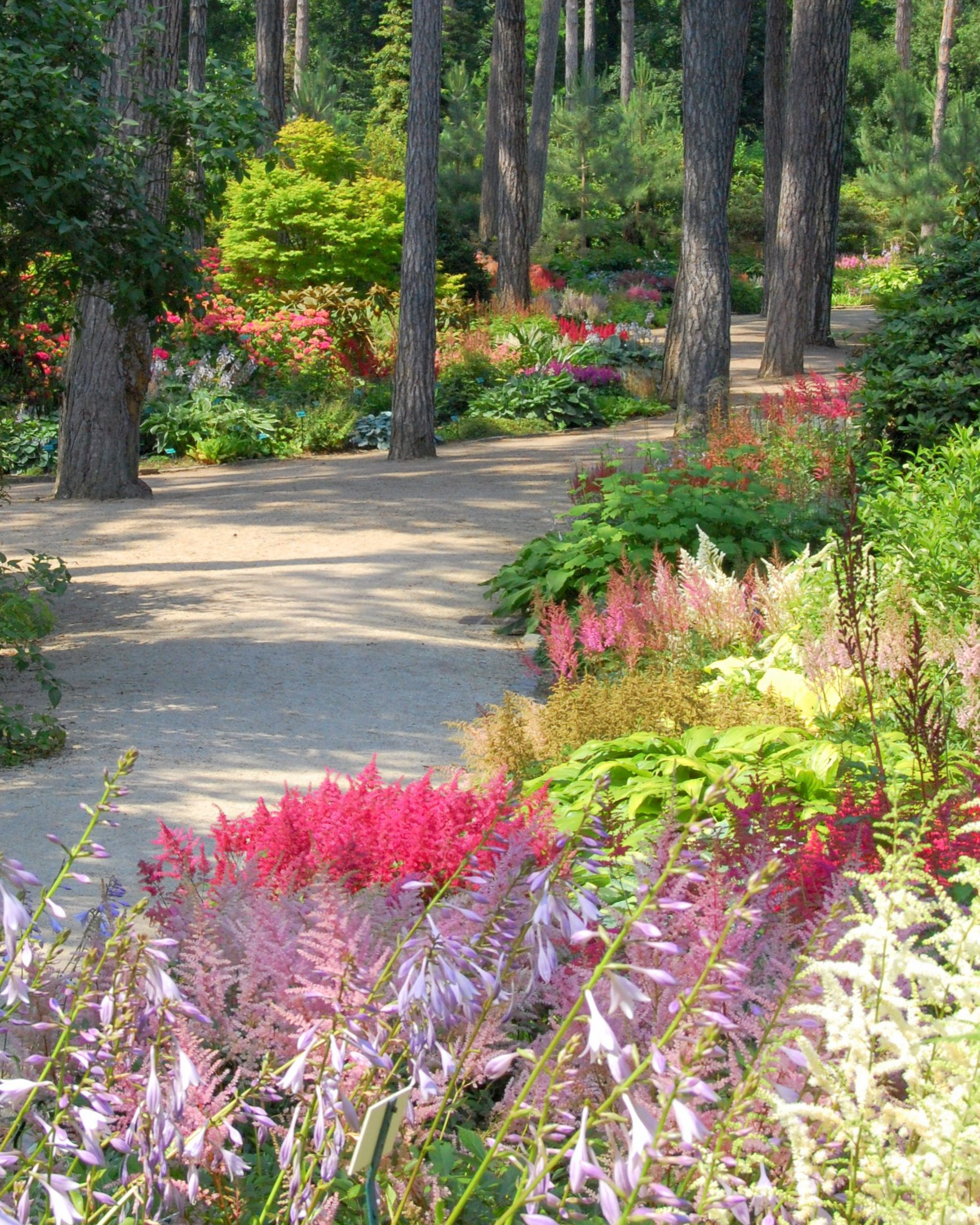
La alameda del pinar.

## Colecciones
Colecciones Ex situ:
- Rhododendron con 215 taxones,
- Astilbe con 133 taxones,
- Camellia con 320 taxones,
- Euphorbia con 57 taxones,
- Geranium con 153 taxones,
- Helechos con 147 taxones,

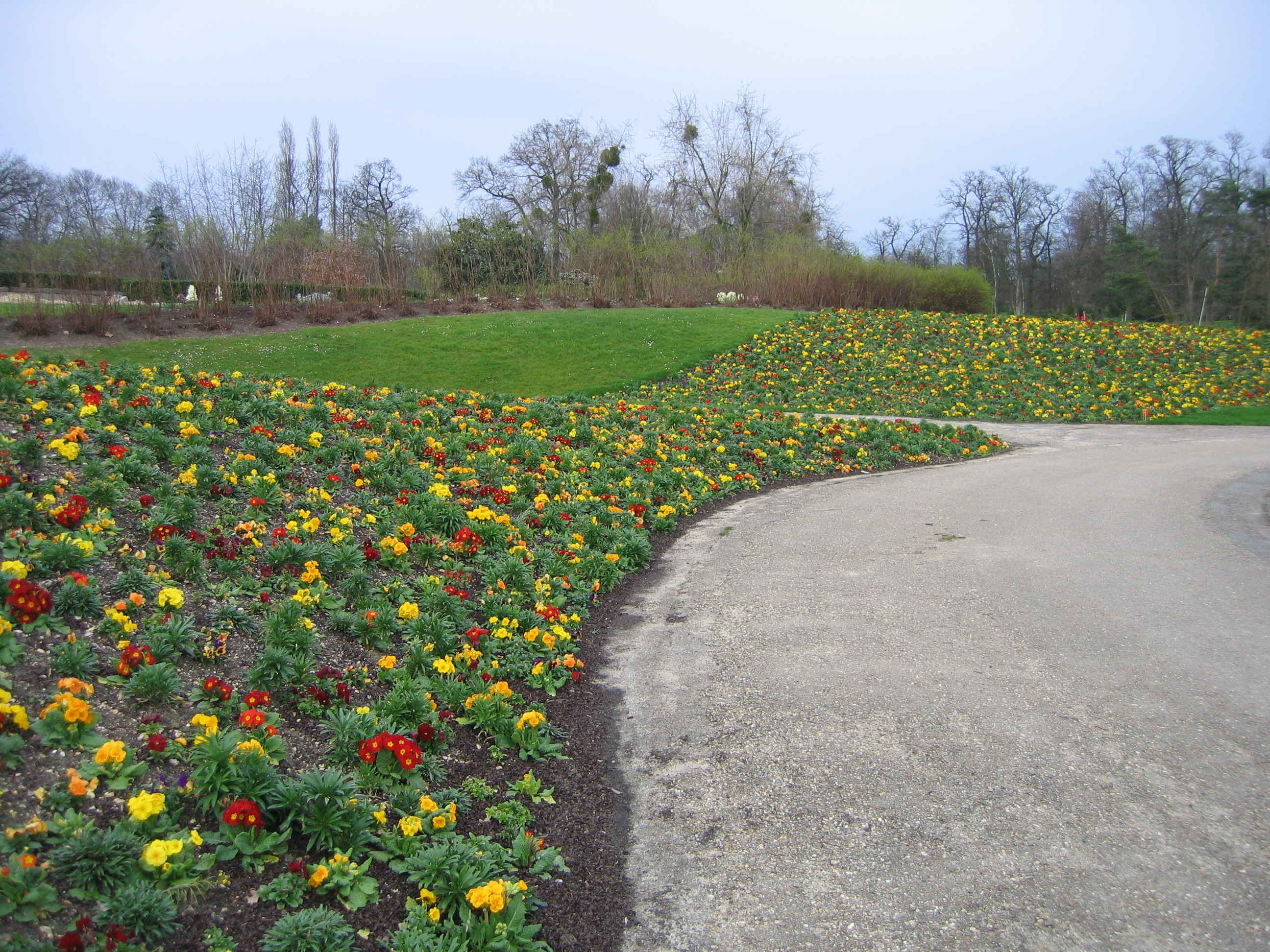
Una vista del parque en marzo.

- Iris germanica con 1,897 cultivares,
- Hosta con 122 taxones,
- Plantas de bulbo con 166 taxones,
- Dahlia con 200 cultivares,
- Tulipa con 200 cultivares,
- Hierbas con 62 taxones

Algunos de los especímenes del "Parc Floral de Paris".

Especímenes
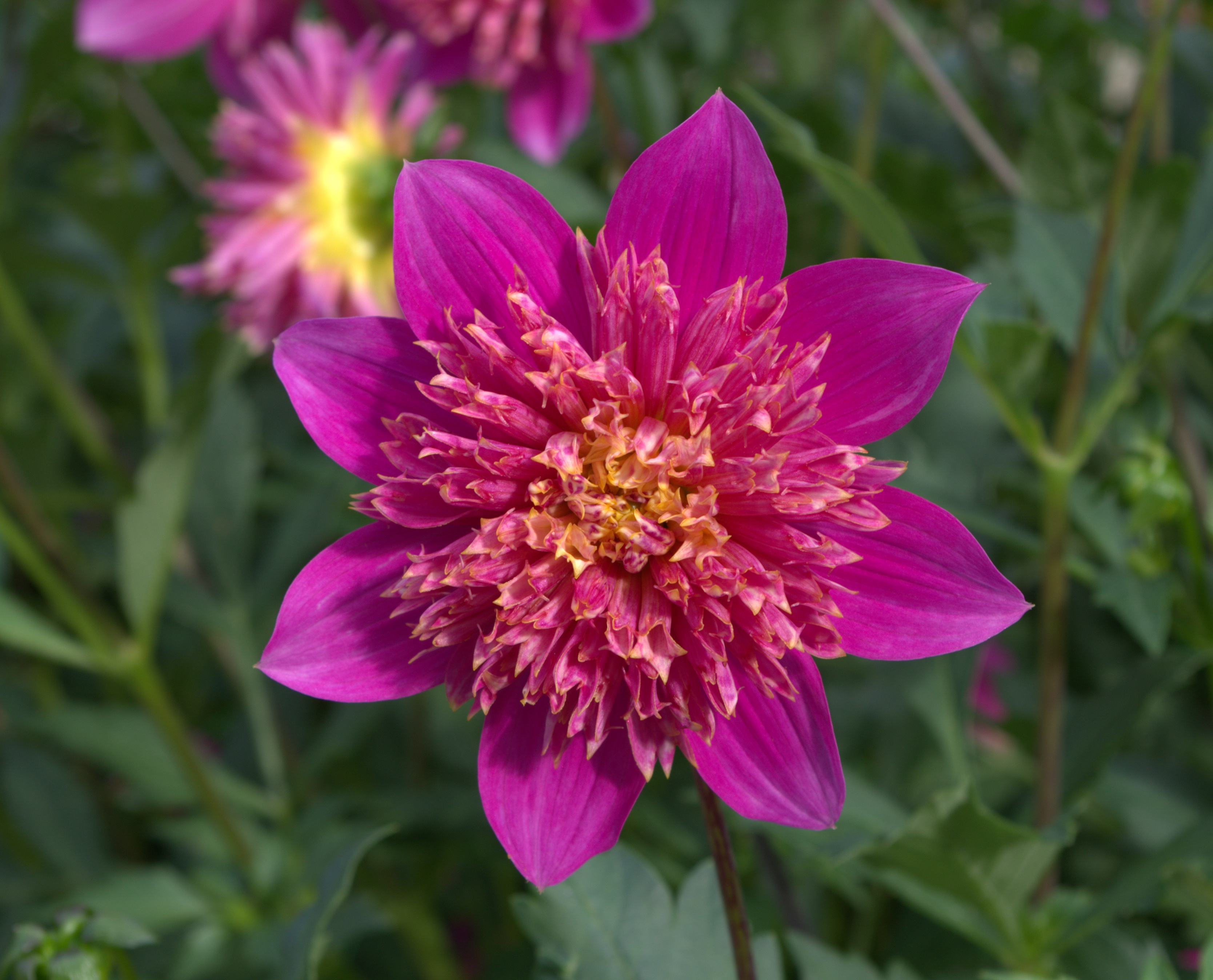
variedadcultivar de dalia.
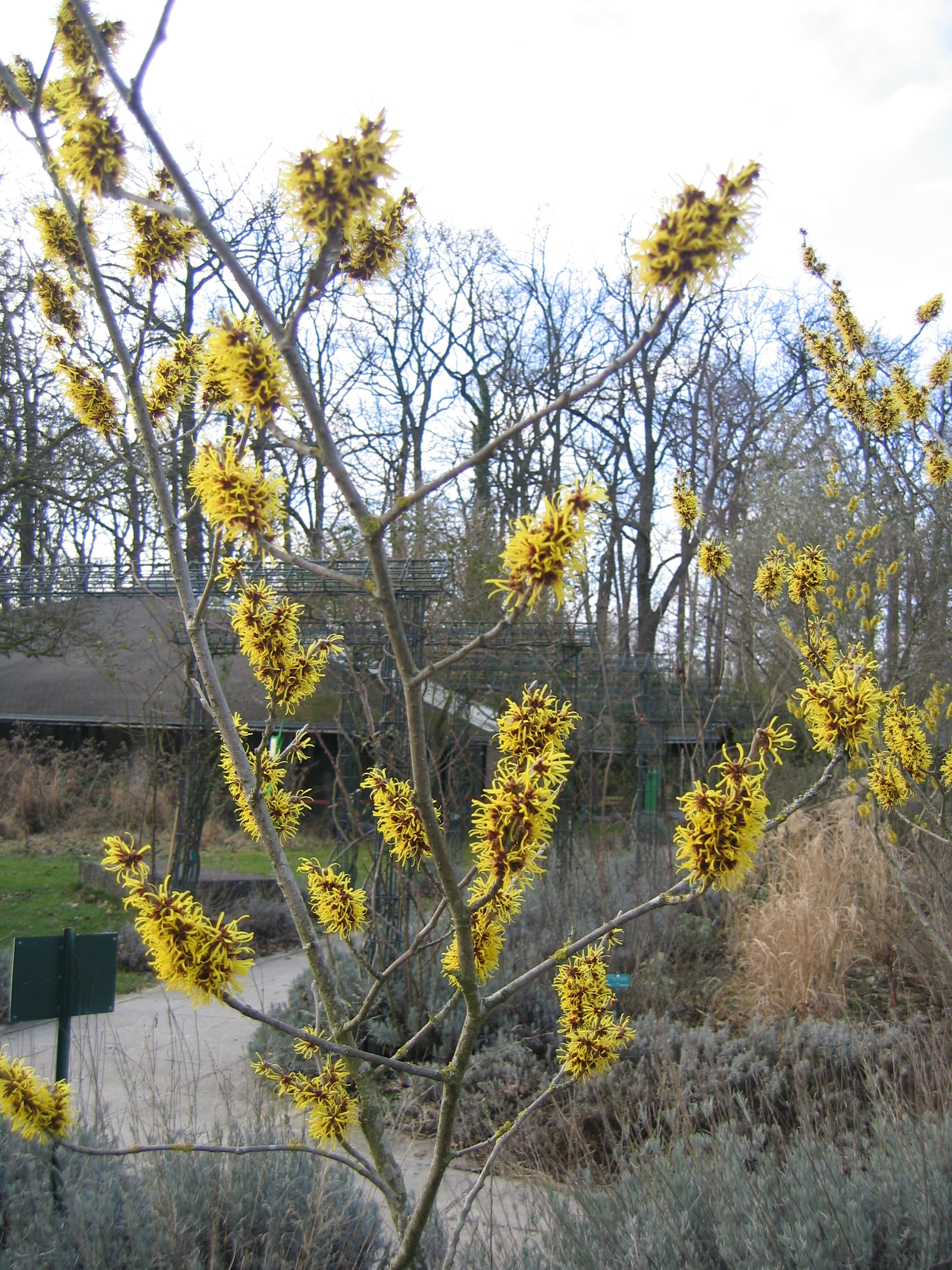
Hamamelis mollis
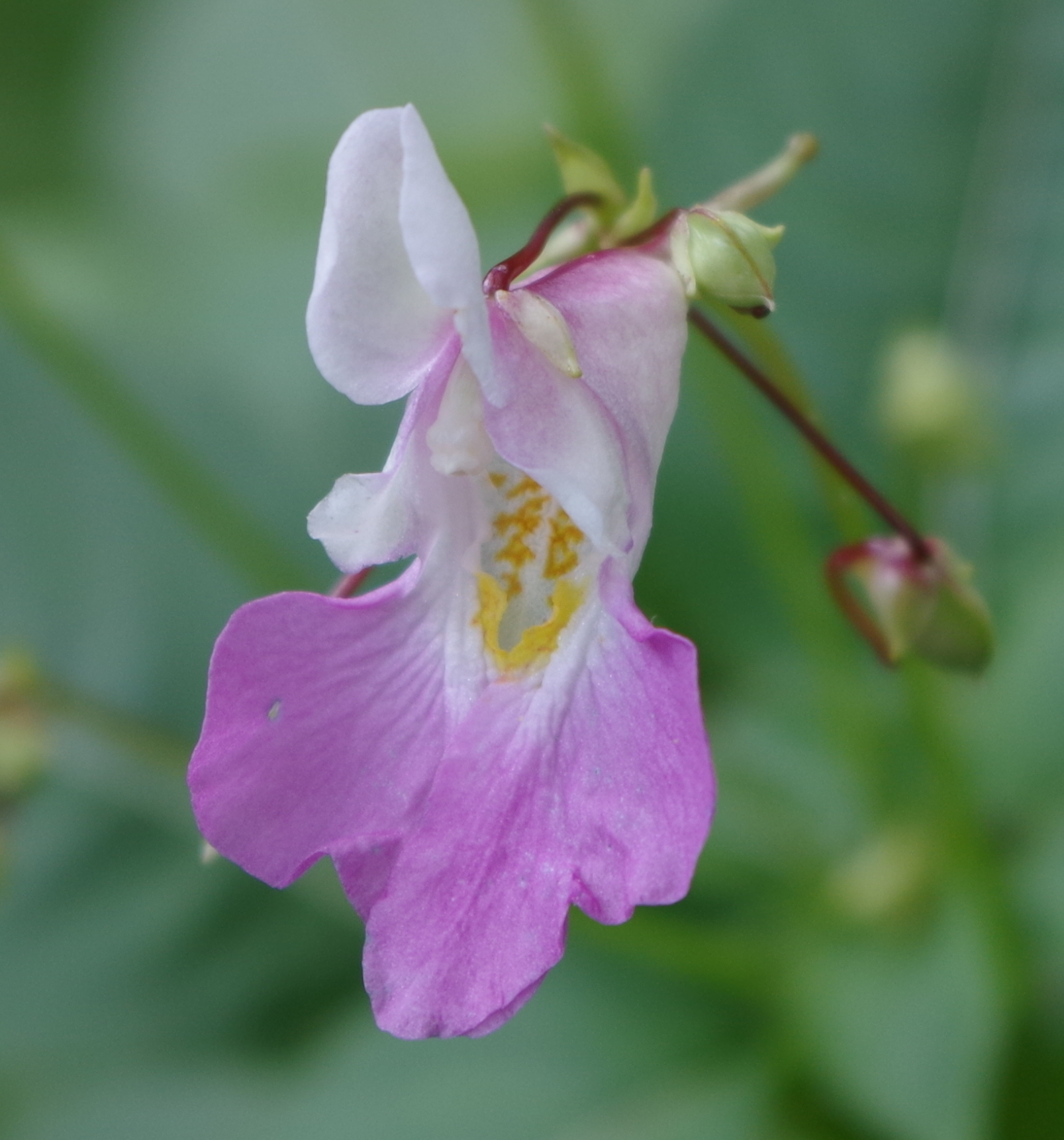
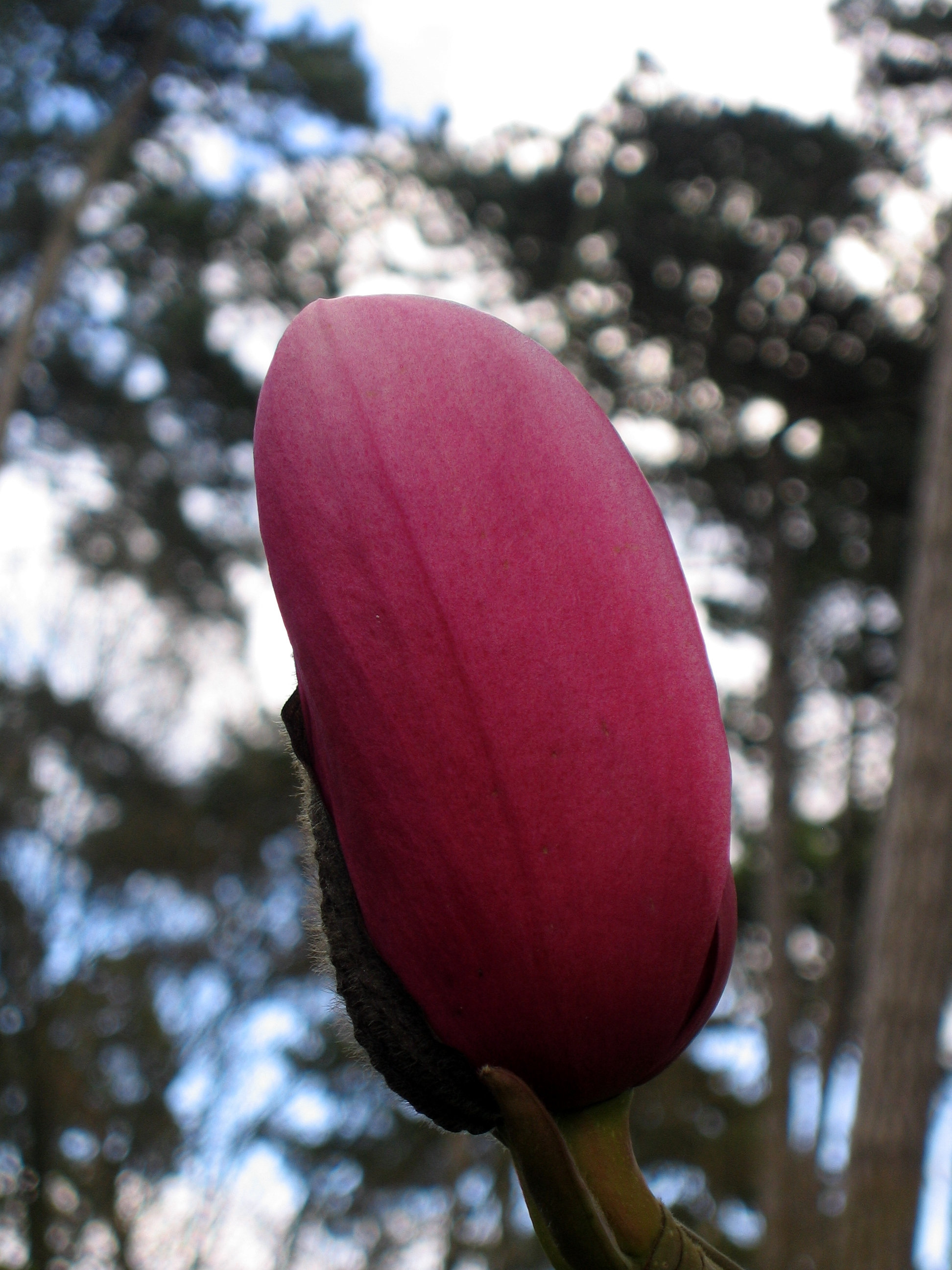
Magnolia campbellii
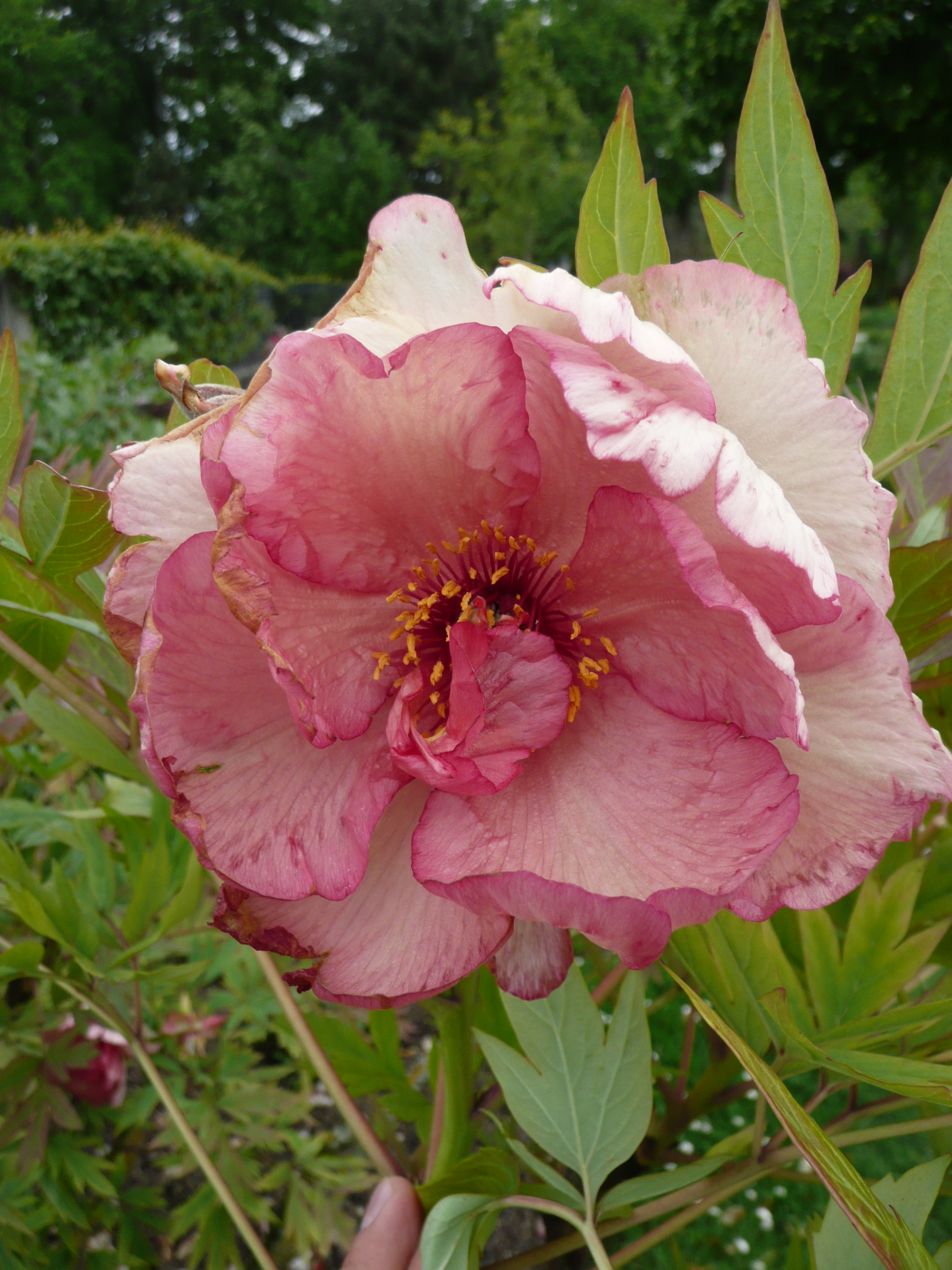
Paeonia lutea 'Hesperus'.
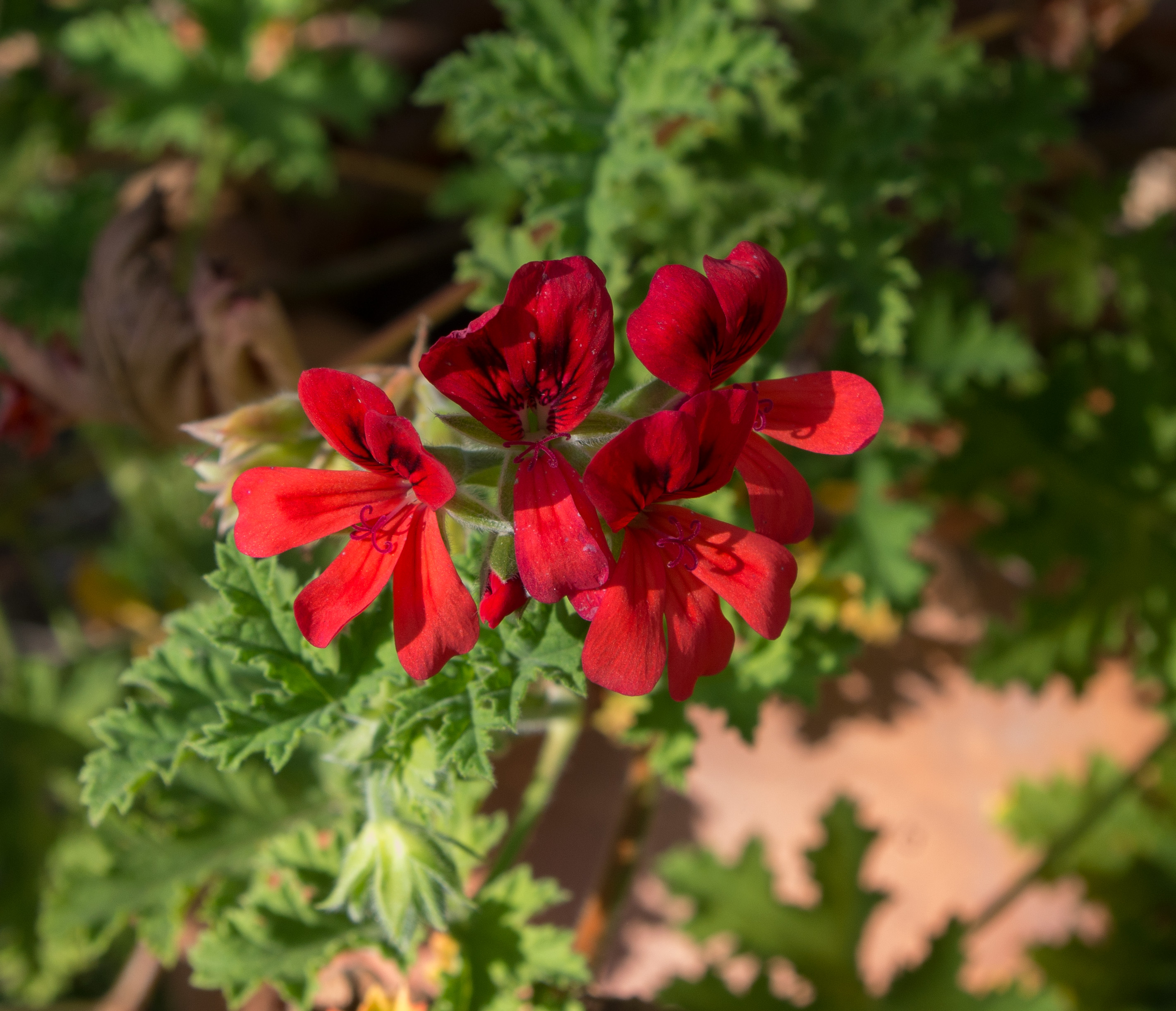
Pelargonium 'Scarlet Unique'.

## Biografía
- Jarrassé, Dominique (2009). Grammaire des jardins Parisiens. Parigramme. ISBN 978-2-84096-476-6.
- Racine, Michel (2007). Guide des jardins en France -Tome Nord. Paris: Les Editions Eugen Ulmer. ISBN 978-284138-300-9.

- Datos: Q1726347
- Multimedia: Parc floral de Paris / Q1726347